# Brian Campion (chính khách)
Brian Campion (sinh ngày 11 tháng 12 năm 1970) là một nhà giáo dục và chính khách Vermont. Là thành viên của Đảng Dân chủ, ông đại diện cho quận Bennington tại Thượng viện Vermont.
Sinh ra ở Albany, New York vào ngày 11 tháng 12 năm 1970, Campion theo học bốn trường đại học và nhận hai bằng. Ông theo học trường Cao đẳng Springfield (B.A., 1993), Université Laval ở Quebec, Đại học Massachusetts Amherst (M.A., 2001) và Đại học Provence ở Pháp.
Là giám đốc của Chính sách công cho Trung tâm vì sự tiến bộ của hành động công cộng tại Bennington College, Campion tạo điều kiện cho tất cả các chương trình kết nối với chính sách của tiểu bang và liên bang.
 Ông đã tổ chức và dẫn dắt loạt bài nói chuyện về các vấn đề chính sách công khác nhau, bao gồm những thách thức đương thời đối với Dân chủ Hoa Kỳ. Campion cũng là người ủy thác cho Bảo tàng Bennington, Ngưỡng hợp tác và Mạng lưới Green Mountain Express.
Ông đã ứng cử đại diện nhà nước vào năm 2010, một trong ba ứng cử viên tìm kiếm hai ghế ở quận Bennington-2-1. Cả hai đại diện nhà nước đương nhiệm, đảng Dân chủ Tim Corcoran II và đảng Cộng hòa Joseph L. Krawchot, Jr., đang tìm cách tái cử và đã chứng thực lẫn nhau. Trong cuộc tổng tuyển cử được tổ chức vào ngày 2 tháng 11 năm 2010, Campion đã giành được 1.461 phiếu bầu, đứng sau 1.965 của Corcoran nhưng trước 1.120 của Krawchot. Do đó, ông đã được bầu và nhậm chức vào ngày 5 tháng 1 năm 2011. Ông đã giành chiến thắng trong cuộc bầu cử lại vào năm 2012. Campion đã được bầu vào Thượng viện Vermont vào năm 2014.
Campion là người đồng tính công khai; ông sống ở Bennington với người bạn đời Eric Hatch. Ông là một trong sáu thành viên đồng tính công khai của Cơ quan lập pháp Vermont, cùng với các đại diện Bill Lippert (D–Hinesburg), Herb Russell (D–Rutland), Matt Trieber (D–Bellows Falls) và Joanna E. Cole (D–Burlington), cũng như thượng nghị sĩ Becca Balint (D–Windham).